# 福原站
福原站（日语：／ Fukuhara eki */?）是位於茨城縣笠間市福原2144號，東日本旅客鐵道（JR東日本）的水戶線車站。

## 概要
此站是位於笠間市最西部位置，鄰近常陸國出雲大社。

### 在此站行走的運行形態
- 上行（下館、結城、小山方向）和下行（岩瀨、笠間、友部方向）列車，日間各方向大約1小時1班普通列車停靠。
- 在早上和黃昏設有列車從友部直通至常磐線（水戶、勝田方向）[2]。

## 歷史
在1923年（大正12年）12月落成的車站大樓中，隨著建築物老化而決定重建。新大樓的外觀是彷照出雲大社常陸分社而設計，大樓是一座木造建築物，總樓面39.7平方米，於2012年（平成24年）開始建設，於2013年3月6日開始使用。
- 1889年（明治22年）1月16日：水戶鐵道開設此站。
- 1892年（明治25年）3月1日：路線轉讓給日本鐵道。
- 1906年（明治39年）11月1日：路線國有化（日语：鉄道国有法）。
- 1909年（明治42年）10月12日：制定路線名稱，成為水戶線車站。
- 1923年（大正12年）12月：現時車站大樓竣工[3]。
- 1970年（昭和45年）2月20日：結止貨物起卸業務。
- 1987年（昭和62年）4月1日：伴隨國鐵分割民營化，車站由東日本旅客鐵道（JR東日本）營運。
- 2001年（平成13年）11月18日：此站可以開始使用IC卡Suica[5]。
- 2009年（平成21年）3月14日：引入發車音樂。
- 2013年（平成25年）3月6日：新車站大樓開始使用[4]。

## 車站構造
此站是地面車站，設有1面1線的單式月台和1面2線的島式月台，共有2面3線月台。各月台之間設有跨線橋連接。
車站大樓外觀仿照出雲大社常陸分社而設計，為一座木造建築物，總樓面39.7平方米，於2013年（平成25年）3月6日開始使用。
此站是由友部站管理的簡易委託車站（櫃臺營業時間7:00 - 15:00）。此站設有POS終端和簡易Suica閘機。

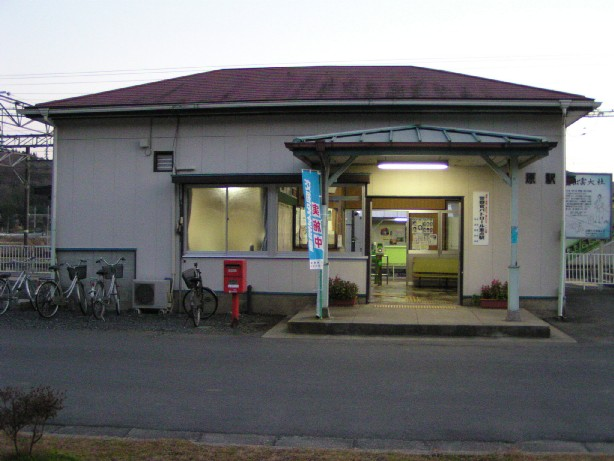
舊車站大樓（2004年）
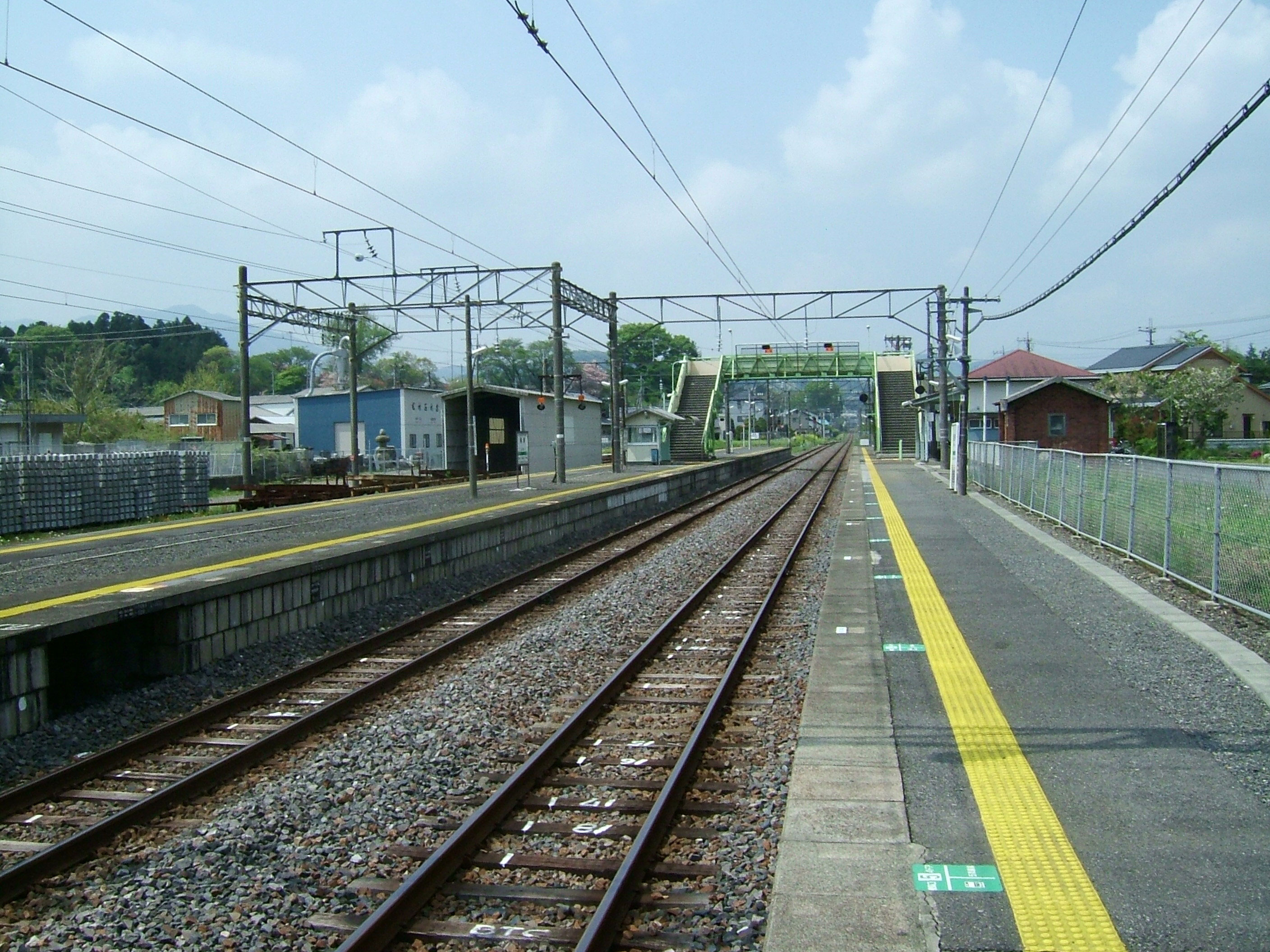
月台（2008年4月）

### 月台
| 月台 | 路線    | 上下行 | 方向           |
| ---- | ------- | ------ | -------------- |
| 1    | ■水戶線 | 下行   | 友部、水戶方向 |
| 2、3 | ■水戶線 | 上行   | 小山方向       |

參考

## 使用狀況
根據「JR東日本」的資料，在2019年度（令和元年度）1日平均乘車人次為148人。
以下為近年乘車人次變化列表：
| 乘車人次變化       | 乘車人次變化     | 乘車人次變化    |
| 年度               | 1日平均 乘車人次 | 參考資料        |
| ------------------ | ---------------- | --------------- |
| 2001年（平成13年） | 261              | [ 利用客数 2 ]  |
| 2002年（平成14年） | 239              | [ 利用客数 3 ]  |
| 2003年（平成15年） | 229              | [ 利用客数 4 ]  |
| 2004年（平成16年） | 212              | [ 利用客数 5 ]  |
| 2005年（平成17年） | 198              | [ 利用客数 6 ]  |
| 2006年（平成18年） | 195              | [ 利用客数 7 ]  |
| 2007年（平成19年） | 174              | [ 利用客数 8 ]  |
| 2008年（平成20年） | 176              | [ 利用客数 9 ]  |
| 2009年（平成21年） | 181              | [ 利用客数 10 ] |
| 2010年（平成22年） | 173              | [ 利用客数 11 ] |
| 2011年（平成23年） | 169              | [ 利用客数 12 ] |
| 2012年（平成24年） | 168              | [ 利用客数 13 ] |
| 2013年（平成25年） | 162              | [ 利用客数 14 ] |
| 2014年（平成26年） | 155              | [ 利用客数 15 ] |
| 2015年（平成27年） | 154              | [ 利用客数 16 ] |
| 2016年（平成28年） | 155              | [ 利用客数 17 ] |
| 2017年（平成29年） | 156              | [ 利用客数 18 ] |
| 2018年（平成30年） | 150              | [ 利用客数 19 ] |
| 2019年（令和元年） | 148              | [ 利用客数 1 ]  |

## 車站周邊
- 出雲大社常陸分社
- 富士塚
- 國道50號
- 福原郵局
- 市營福原站前停車場

## 巴士路線
在國道50號上設有「福原站」巴士站。
| 乘車處 | 系統 | 主要途經                     | 目的地 | 巴士公司                       | 備註                     |
| ------ | ---- | ---------------------------- | ------ | ------------------------------ | ------------------------ |
|        | 替代 | 北中山、南中山、大增街道     | 桃山   | 茨城交通（1994年前為東武鐵道） | 星期六、日及假期暫停服務 |
|        | 替代 | 綜合學校前、稻田站入口、荒町 | 笠間站 | 茨城交通（1994年前為東武鐵道） | 星期六、日及假期暫停服務 |

## 相鄰車站
東日本旅客鉄道（JR東日本）
■水戶線 
羽黑－福原－稻田

## 注腳

### 使用狀況
1. 1 2  . 東日本旅客鐵道.   [2020-07-12]. （原始内容存档于2020-07-10） （日语）.
2. ↑  . 東日本旅客鐵道.   [2019-03-10]. （原始内容存档于2019-04-02） （日语）.
3. ↑  . 東日本旅客鐵道.   [2019-03-10]. （原始内容存档于2019-04-02） （日语）.
4. ↑  . 東日本旅客鐵道.   [2019-03-10]. （原始内容存档于2019-04-02） （日语）.
5. ↑  . 東日本旅客鐵道.   [2019-03-10]. （原始内容存档于2019-04-02） （日语）.
6. ↑  . 東日本旅客鐵道.   [2019-03-10]. （原始内容存档于2017-08-08） （日语）.
7. ↑  . 東日本旅客鐵道.   [2019-03-10]. （原始内容存档于2019-03-27） （日语）.
8. ↑  . 東日本旅客鐵道.   [2019-03-10]. （原始内容存档于2017-08-08） （日语）.
9. ↑  . 東日本旅客鐵道.   [2019-03-10]. （原始内容存档于2019-04-02） （日语）.
10. ↑  . 東日本旅客鐵道.   [2019-03-10]. （原始内容存档于2019-04-02） （日语）.
11. ↑  . 東日本旅客鐵道.   [2019-03-10]. （原始内容存档于2016-03-27） （日语）.
12. ↑  . 東日本旅客鐵道.   [2019-03-10]. （原始内容存档于2019-04-02） （日语）.
13. ↑  . 東日本旅客鐵道.   [2019-03-10]. （原始内容存档于2019-04-02） （日语）.
14. ↑  . 東日本旅客鐵道.   [2019-03-10]. （原始内容存档于2016-03-04） （日语）.
15. ↑  . 東日本旅客鐵道.   [2019-03-10]. （原始内容存档于2019-03-06） （日语）.
16. ↑  . 東日本旅客鐵道.   [2019-03-10]. （原始内容存档于2019-03-23） （日语）.
17. ↑  . 東日本旅客鐵道.   [2019-03-10]. （原始内容存档于2019-02-14） （日语）.
18. ↑  . 東日本旅客鐵道.   [2019-07-09]. （原始内容存档于2019-03-25） （日语）.
19. ↑  . 東日本旅客鐵道.   [2019-07-09]. （原始内容存档于2019-07-05） （日语）.

## 外部連結
- 車站資訊（福原）：東日本旅客鐵道（日語）